# HPC (Eni)
HPC è il nome della serie di sistemi di calcolo ad alte prestazioni sviluppati e gestiti da Eni. I supercomputer della serie sono ospitati presso il Green Data Center di Ferrera Erbognone (PV), in Lombardia.

## Storia
Il primo sistema HPC di Eni, denominato HPCC1, è stato realizzato nel 2013 utilizzando una configurazione esclusivamente basata su CPU, fornita da IBM. Nel 2014 è entrato in funzione HPC2, che ha introdotto un’architettura ibrida CPU-GPU. Il successivo HPC3, avviato nel 2017, ha ulteriormente potenziato la potenza di calcolo.
Nel 2018 è stato lanciato HPC4, costruito da Hewlett Packard Enterprise, mentre nel 2020 è arrivato HPC5, sviluppato in collaborazione con Dell Technologies. L’ultima generazione, HPC6, è stata messa in funzione nel dicembre 2024 e si colloca tra i supercomputer più potenti al mondo.

## Architettura

### HPC6
Basato sulla piattaforma HPE Cray EX4000, HPC6 presenta un’architettura ibrida composta da 3 472 nodi, ciascuno con una CPU AMD EPYC™ a 64 core e quattro GPU AMD Instinct MI250X, per un totale di 13 888 GPU. Utilizza l’interconnessione ad alte prestazioni Slingshot-11 di HPE e un sistema di storage ClusterStore E1000. La potenza di picco raggiunge i 606 petaFLOPS.

### HPC5
Entrato in funzione all'inizio del 2020, HPC5 è stato realizzato con server Dell EMC PowerEdge C4140, ciascuno dotato di due processori Intel Xeon Gold 6252 (24 core) e quattro GPU NVIDIA V100, per un totale di 7.280 GPU distribuite su 1.820 nodi. Il sistema impiegava una rete ad alta velocità e, in combinazione con HPC4, raggiungeva una potenza complessiva di 70 petaFLOPS, di cui 51,72 petaFLOPS prodotti solo da HPC5.

### HPC4
Inaugurato nel 2018, HPC4 era basato su nodi HPE ProLiant DL380, ciascuno con due processori Intel Xeon Platinum 8160 (24 core) e due GPU NVIDIA Tesla P100. Il sistema comprendeva 1 600 nodi connessi tramite tecnologia EDR InfiniBand. La capacità di storage era stata incrementata a 15 petabyte, supportando set di dati sismici ad alta risoluzione. La potenza di picco raggiungeva i 18,6 petaFLOPS, rendendolo uno dei sistemi industriali più potenti del mondo al momento del lancio.

### HPC3
Avviato nel 2017, HPC3 combinava CPU e GPU ad alte prestazioni, raggiungendo una potenza di picco di 8,4 petaFLOPS e una prestazione LINPACK sostenuta di 5,8 petaFLOPS.

### HPC2
HPC2, operativo dal 2014, ha introdotto una configurazione ibrida mantenendo l’hardware IBM iDataPlex ma aggiungendo due GPU NVIDIA Tesla per nodo, insieme a due CPU Intel Xeon E5-2670. Anche in questo caso il sistema contava circa 1 500 nodi, con connessione InfiniBand ad alta velocità. La potenza di picco raggiungeva i 4,6 petaFLOPS, quasi dieci volte superiore a HPCC1.

### HPCC1
Il primo supercomputer di Eni, HPCC1, è stato installato nel 2013. Basato su nodi IBM iDataPlex DX360M4, ciascuno dotato di due processori Intel Xeon E5-2670 Sandy Bridge a 2,6 GHz, contava circa 1 500 nodi e utilizzava interconnessioni FDR InfiniBand. La potenza di picco era di 499,2 teraFLOPS, con 454 teraFLOPS misurati tramite benchmark LINPACK.

## Prestazioni
Nella classifica TOP500 di giugno 2025, HPC6 si è posizionato 6º a livello mondiale, con una prestazione di 606,97 petaFLOPS secondo il benchmark High-Performance LINPACK (HPL). Un salto significativo rispetto ai 70 petaFLOPS combinati di HPC4 e HPC5.
Nella Green500 di giugno 2025, HPC6 ha raggiunto la 29ª posizione, figurando tra i supercomputer di grandi dimensioni più efficienti dal punto di vista energetico. Considerando, infatti, i computer con più di un milione di unità di calcolo, figura in quinta posizione fra i computer più green al mondo.

## Applicazioni
I sistemi HPC di Eni sono utilizzati principalmente per:
- Geoscienze: elaborazione di dati sismici e modellazione del sottosuolo per l’esplorazione di petrolio e gas.

- Transizione energetica: simulazione dei processi di stoccaggio della CO₂, sviluppo di batterie avanzate e ricerca su fonti rinnovabili.

- Intelligenza artificiale: implementazione di algoritmi di AI per manutenzione predittiva, ottimizzazione operativa e analisi dei dati.